# Golling (Gemeinde Golling)
Golling an der Salzach ist ein Marktort im Salzachtal und  Hauptort wie auch Ortschaft und Katastralgemeinde (Golling) der Gemeinde Golling an der Salzach im Tennengau (Bezirk Hallein). Er wird, wie in Österreich üblich, vor Ort schlicht „Markt“ genannt.

## Geographie
Golling befindet sich 24 km südöstlich vom Stadtzentrum Salzburg, knapp 11 km südlich von Hallein und 2 km vor dem Pass Lueg. Der Ort liegt rechts an der Salzach, auf 480 m ü. A. Höhe am Fuß des Rabenstein (628 m ü. A.), der als Inselberg ein Vorberg des Schwarzen Bergs ist und den südöstlichsten Gipfel der Osterhorngruppe darstellt. Hier ergab sich eine gute hochwassersichere Siedlungsstelle.
Der Markt bildet eine eigene Ortschaft (Golling an der Salzach), Katastralgemeinde (Golling, ca. 93,7 Hektar) und einen Zählsprengel (Golling an der Salzach). Er umfasst etwa 350 Gebäude mit um die 1600 Einwohnern, etwa die Hälfte der Gemeindebevölkerung.
Das Ortsgebiet entlang der Salzachtal Straße (B159) erstreckt sich südlich noch bis zum Kreisverkehr der Anschlussstelle der Tauernautobahn, schon Gebiet der Ortschaft Obergäu gehört (Straßhof, Salzachsiedlung), und auch nördlich in die Ortschaft Kellau der Gemeinde Kuchl. Das weitere Ortsgebiet umfasst noch einmal gut 100 Häuser in Obergäu und 40 in Kellau.
| Salzach                | Mayerhofsiedlung Taxgut (beide Gem. Kuchl)  | Kellau (O, KG) Hiasenbauer (beide Gem. Kuchl) |
| Aubauer Torren (O, KG) | Kompassrose, die auf Nachbargemeinden zeigt | Badviertel                                    |
| Salzach                | Salzachsiedlung                             | Straßhof Obergäu (O, KG)                      |

## Geschichte

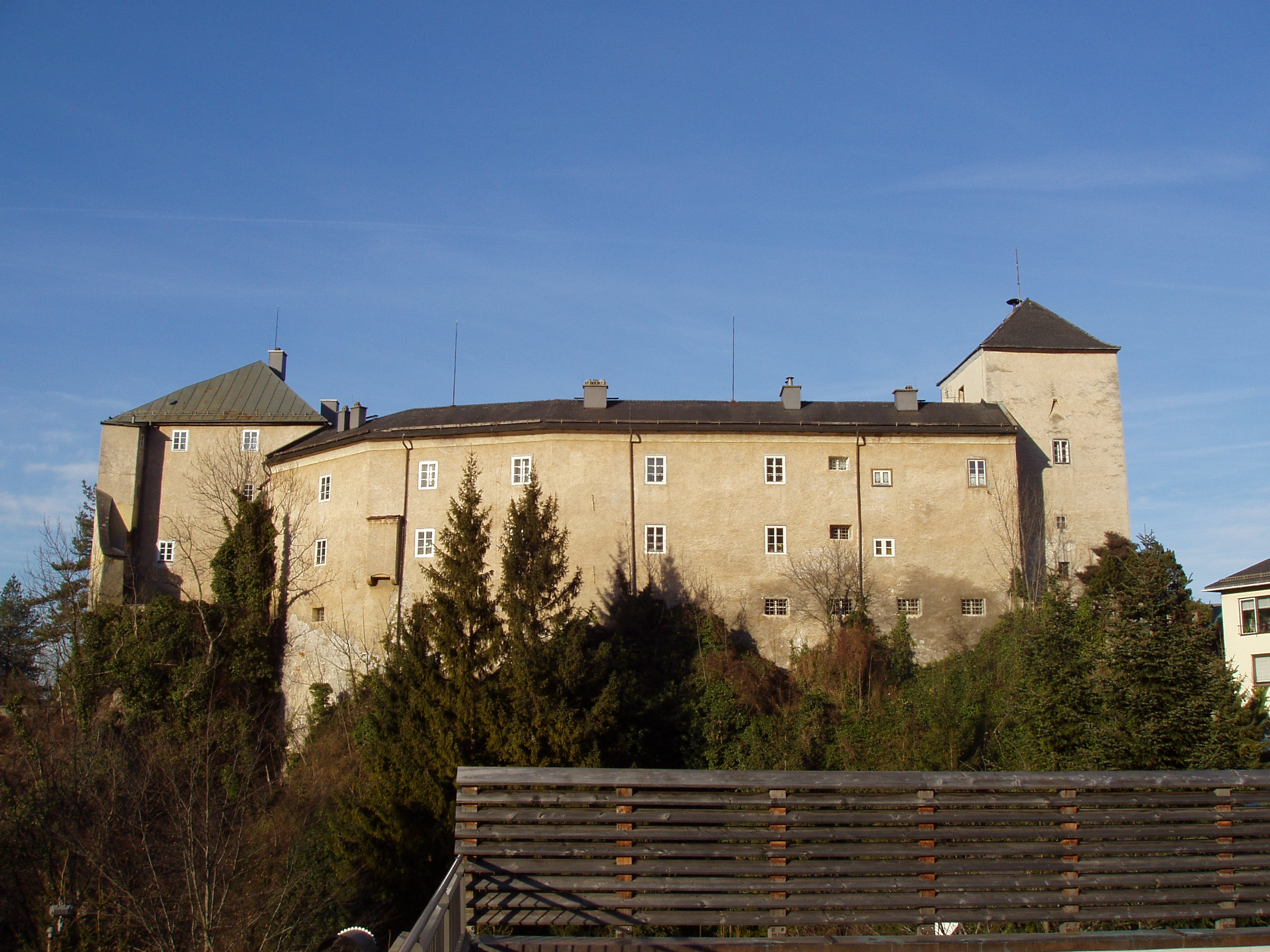
Burg Golling

Der Ortsname, aus slowenisch golica ‚mit Gras bewachsener Berg‘ zeigt eine Besiedelung durch Slawen noch zu der Zeit, als die baiuwarische Landnahme begann.
Erste urkundliche Nennung des Ortsnamens als Golingen datiert 1241 in einer Urkunde von Erzbischof Eberhard II. Schon 1284 ist Golling als Marktort genannt. 
Die Burg Golling war 1438 bis 1803 Sitz eines Salzburger Pflegegerichtes. Daraus entstand der Gerichtsbezirk Golling, das Bezirksgericht wurde 1. Juni 1923 aufgelöst und  Teil des Gerichtsbezirks Hallein.

## Infrastruktur
Direkt durch den Ort verläuft die Salzachtal Straße (B 159). Von der Tauern Autobahn (A 8) führt die Abfahrt an das südliche Ortsende, dort zweigt auch das Lammertal ab. Golling hat eine kleine Salzachbrücke.

### Bahnhof Golling-Abtenau
Golling verfügt über einen eigenen Bahnhof (Golling–Abtenau) der Salzburg-Tiroler-Bahn, an dem EC, ÖBB-IC, REX und die Linie S3 der S-Bahn Salzburg halten. Die ÖBB-Züge sind in den Salzburger Verkehrsverbund (SVV) eingebunden.
Fahrzeit nach Salzburg Hbf. sind etwa 15–20 Minuten mit den Fernzügen und 40 Minuten mit der Schnellbahn, nach Hallein 15 Minuten mit der Schnellbahn, und nach Bischofshofen Bhf. etwa 20 Minuten mit allen Zügen.

## Kultur und Sehenswürdigkeiten

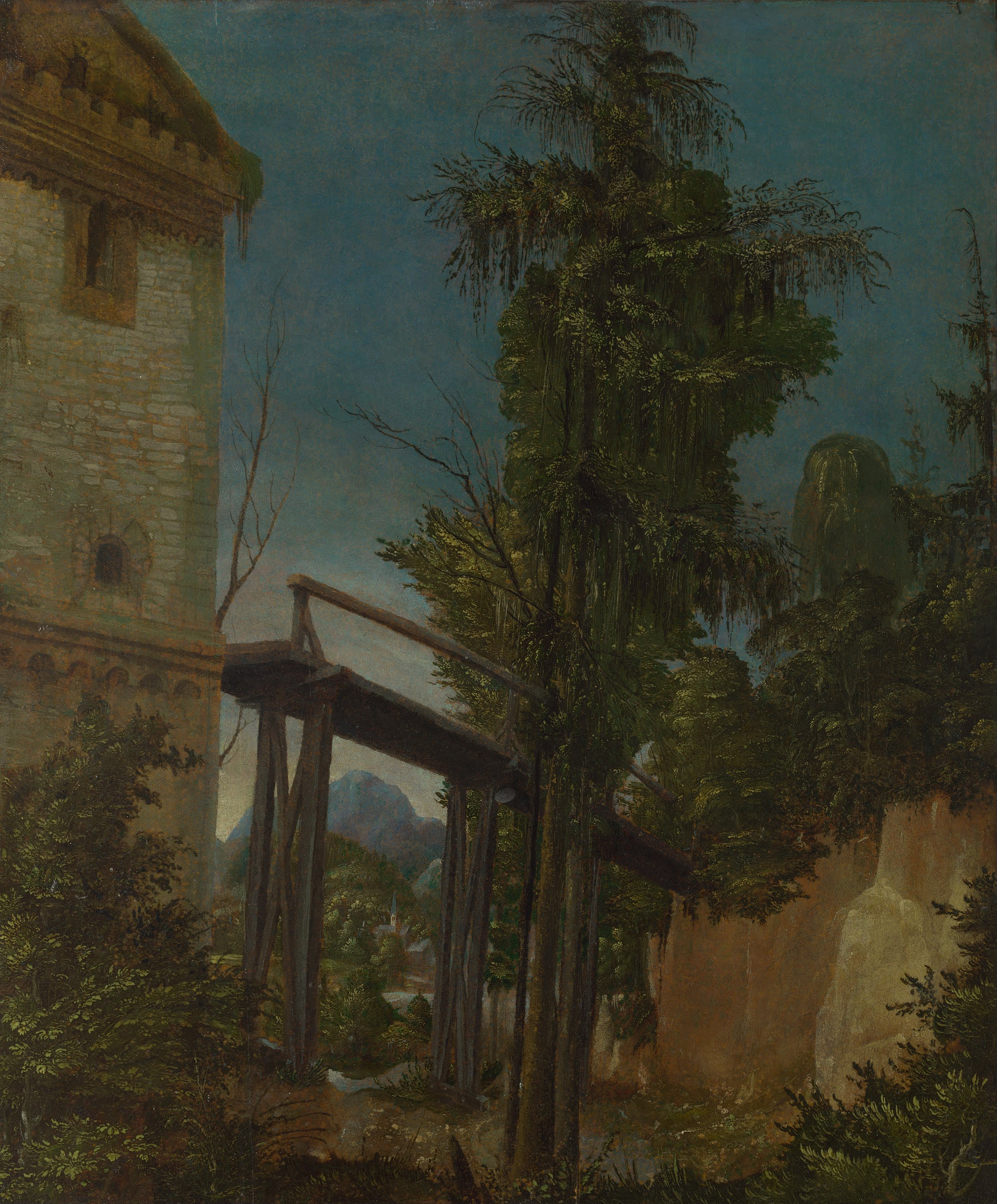
Älteste Darstellung Gollings, unter der Brücke, mit Salzach, Rabenstein, Schwarzem Berg – der Weg wohl am Dürrnberg (Albrecht Altdorfer, Anfang 16. Jh.)

- Pfarrkirche hl. Johannes der Täufer mit Pfarrhof (denkmalgeschützt)
- Burg Golling, mit heimatkundlichem Museum  mit natur- und kulturhistorischen Sammlungen (Fossilien)
- Ehemaliges Försterhaus (heute Sport Klieber, denkmalgeschützt)
- Rabenstein (Landschaftsschutzgebiet) mit  Egelsee

- Mittelalterfest von Forum Castelli: jährlich Ende August

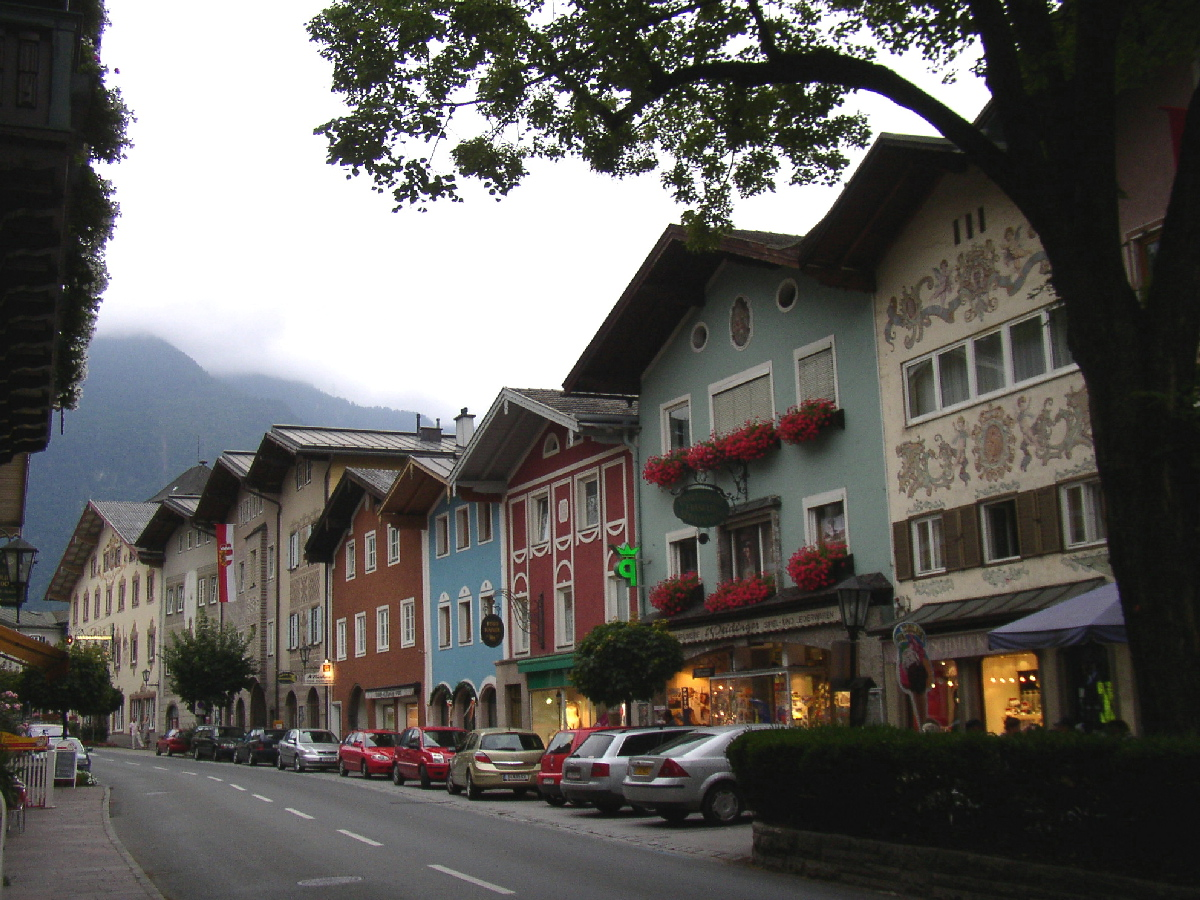
Zentrum von Golling
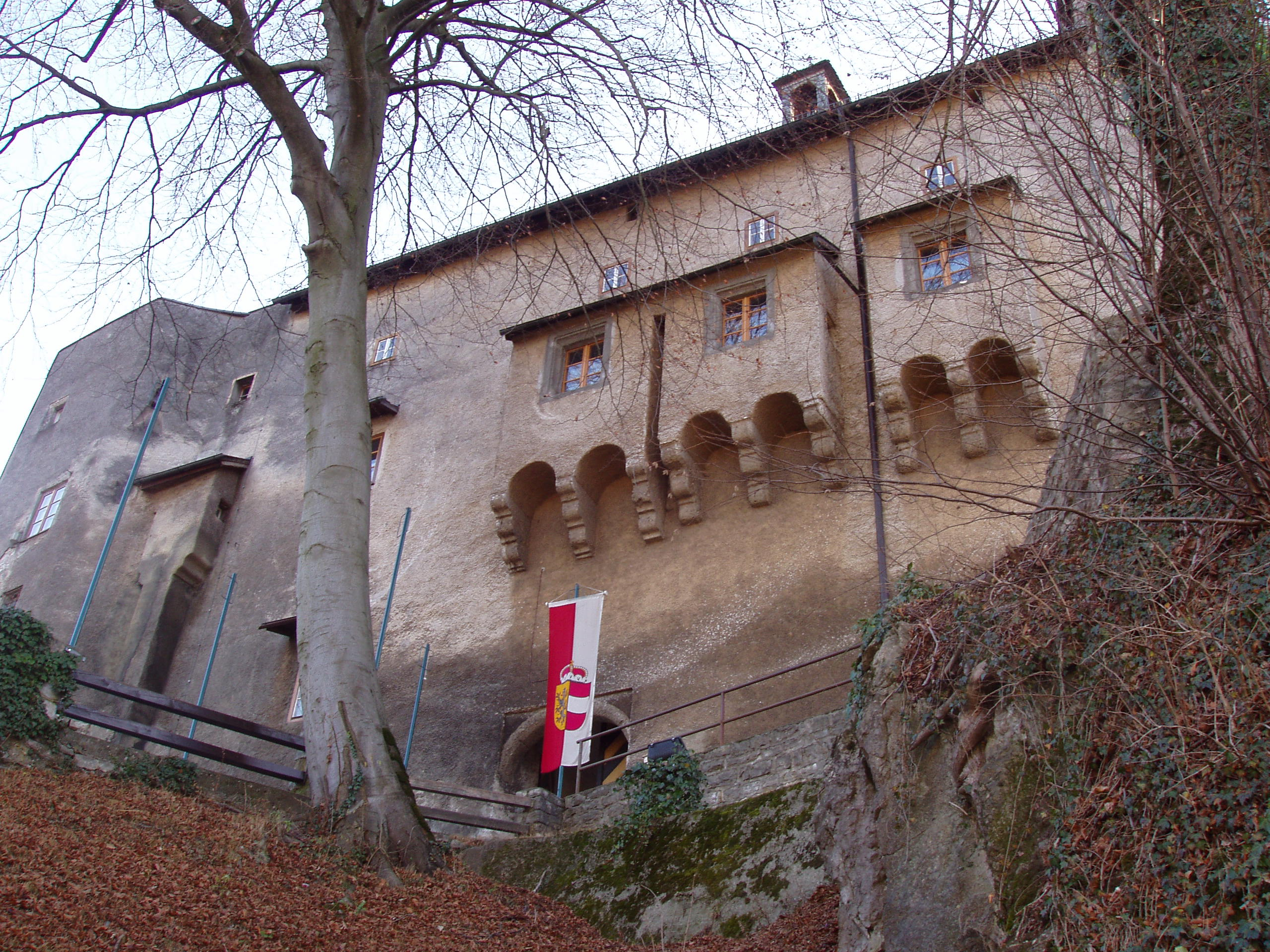
Burg Golling